# Laura Campaz
Laura Campaz Minota (Cali, 1995)  es una artista visual y plástica colombiana conocida por su trabajo con el archivo y la memoria de las comunidades afro y las luchas que han emprendido durante siglos por sus derechos. 

## Trayectoria
Campaz estudió la Licenciatura en Artes Visuales en la Universidad del Valle en Cali.
Desarrolló su práctica artística multidisciplinar a partir de la investigación y reflexión de la afrocolombianidad, sus prácticas culturales, lo ritual, la ancestralidad, lo contemporáneo y sus estéticas. A través de la fotografía, la instalación, el collage, el bordado y el video crea e interviene imágenes de archivo para hablar de estos temas.

## Estilo
Para su obra toma como contexto el distrito de Aguablanca en Cali, lugar dónde ha transitado toda su vida y desarrolla su trabajo. Para la artista, la forma de vida de las comunidades negras y sus luchas antirracistas hacen parte de sus intereses visuales, estéticos y narrativos, en palabras de ella 
“En mis obras, busco reiterar en estas resistencias que se siguen dando, porque evidentemente la población afro sigue estando desfavorecida en muchos aspectos sociales, políticos, económicos. Es necesario hacer énfasis en que aún hay mucho racismo y que aún hay que llamarle la atención a la gente".
Destaca la serie fotográfica Migraciones (2016-2020) en donde habla del distrito Aguablanca y lo explora como un territorio étnico, esta obra fue presentada para el espacio Arte y cámara en el marco de la feria de arte bogotana ARTBO 2022. Prohibido Olvidar (2018-2021) dónde a través del collage digital apropia imágenes de discriminación racial para hacer una crítica a este mismo racismo sistemático, esta obra fue presentada en el marco del Black History Month 2021 en el Centro Cultural Colombo American realizado en la galería de arte Humberto Hernández en Cali. En Raíces que nos unen (2021) realizado en collage digital habla de las redes de apoyo entre mujeres afrodescendientes a través del tejido, el trenzado y la tejeduría textil, esta obra fue seleccionada para el espacio Mujer, memoria y espacio de ARTBO del año 2022. Senderos encriptados (2022) esta obra participó en el 46 salón nacional de artistas inaudito Magdalena, desarrollado por el ministerio de cultura colombiano, dónde Campaz explora el tejido y los trenzados de cabello de las comunidades afrodescendientes para hablar de la resistencia que estas representan, en palabras de la artista 
“Senderos encriptados indaga sobre el tejido como construcción de redes de apoyo entre mujeres. En este caso me enfoco en el tejido de cabello o trenzado que realizan las mujeres afro, ellas llevan consigo este saber ancestral que está cargado de una historia sobre la resistencia de estas poblaciones. Busca vincular así mismo el tejido del cabello con el tejido de textiles que también es parte de un rol que históricamente ha sido asignado a las mujeres”.
Laura Campaz también ha participado y hecho otras prácticas artísticas dónde ha sido gestora cultural, proyectos teatrales como el Festival de Teatro Callejero de Cali y encuentros de gráfica durante el estallido social de 2021 en Colombia. Trabaja con un enfoque comunitario especialmente en las zonas periféricas de Cali y específicamente Aguablanca. Ella afirma que “la cultura es una mediación en el espacio de la protesta"
Su obra ha estado en varias exposiciones como Raíces que nos unen (en el Centro Cultural de Cali), Road to Place of Inaccuracies (en Cargo), El ataque del presente contra el resto de los tiempos (en el Museo La Tertulia), Mujer, memoria y espacio (en la Cámara de Comercio de Bogotá – Sede Chapinero).

## Obras
- Migraciones, 2016 . Fotografía digital

- Prohibido olvidar, 2018-2021 . Collage digital.230 x 146 cm

- Raíces que nos unen, 2021 . Collage digital e impresión sobre tela. 80 x 127 cm

- SENDEROS ENCRIPTADOS, 2022. Impresiones en tejido de cabello. 70 x 70 cm, 70 x 92 cm, 70 x182 cm, 70 x 73 cm